# Temple protestant d'Enghien-les-Bains
Le temple protestant d'Enghien-les-Bains est un édifice religieux situé 155 avenue de la Division Leclerc à Enghien-les-Bains, commune du Val-d'Oise. Inaugurée le 20 mai 1855, la paroisse de confession réformée est membre de l'Église protestante unie de France.

## Histoire
De 1756 à 1757, le philosophe protestant Jean-Jacques Rousseau s'installe à Montmorency, à 2 km du temple actuel. Il y rédige Julie ou la Nouvelle Héloïse, la Lettre à d'Alembert sur les spectacles de l'Encyclopédie, Émile ou De l'éducation et le Contrat social. Sa maison devient le Musée Jean-Jacques-Rousseau en 1898.

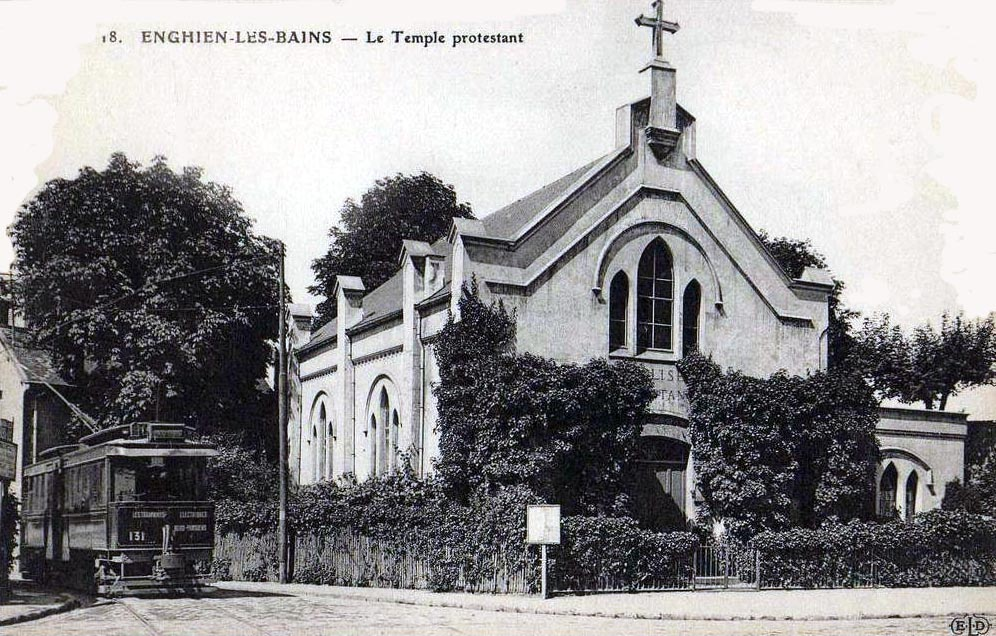
Temple réformé d'Enghien vers 1900

Au milieu du XIXe siècle, des familles de la Haute société protestante parisienne achètent de grandes propriétés de campagne dans la vallée de Montmorency. Mlle Léonie Davillier organise une souscription pour la construction d'un temple, qui est inauguré le 20 mai 1855. Il dépend du Consistoire réformé de Versailles jusqu'en 1890. En 1892, le pasteur Paul de Félice s'installe à plein temps et développe la paroisse.
La première troupe de scouts est lancée en 1911. Elle est aujourd'hui membre des Éclaireuses et Éclaireurs unionistes de France. En 1936, le temple est agrandi et sont installés des vitraux avec des croix huguenote. En 1985 est acheté une maison presbytérale, « la Maison Haute », au 171 avenue de la Division Leclerc. Il héberge un centre du centre de formation protestant CPCV d'Île-de-France (Coordination pour Promouvoir Compétence et Volontariat).

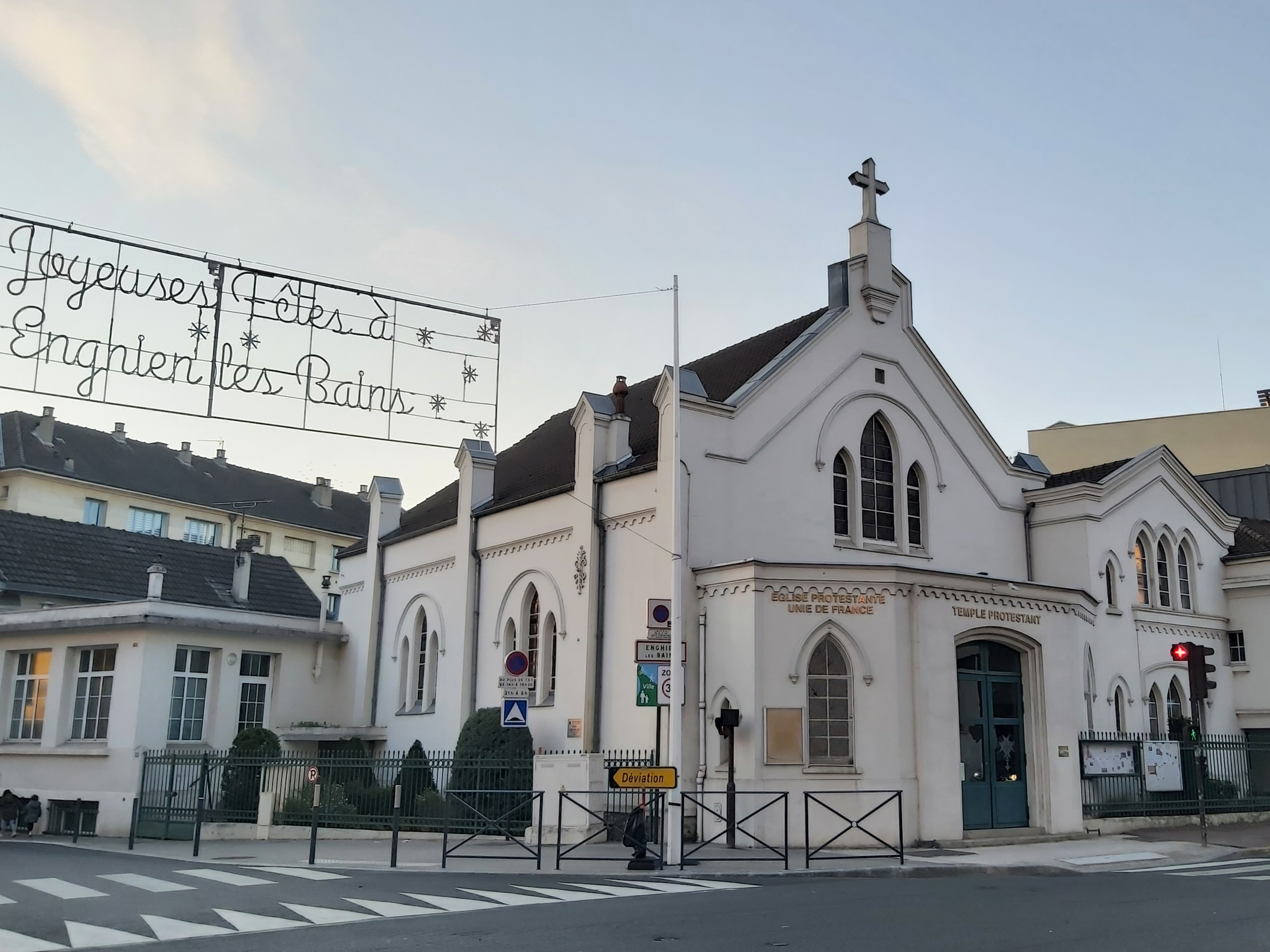
Temple réformé d'Enghien en 2021

L'orgue est construit par le facteur d'orgues Paul Adam en 1959, et refait en 1973, 1983 et 1994. Un nouvel orgue est inauguré le dimanche 28 octobre 2018. Construit par la manufacture Pascal de Lille, il est à transmission électrique, et compte 13 jeux sur 2 claviers et 56 notes, et un pédalier de 30 notes.

## Architecture
Les plans sont dressés par l'architecte parisien Clavet. De plan rectangulaire, le temple est orienté vers une chaire, surmonté d'une croix au-dessus de laquelle est écrite « Dieu est amour ».